# Voter avec ses pieds
Voter avec ses pieds est une façon d'exprimer son mécontentement en refusant de participer à un scrutin, c'est-à-dire en s'abstenant, voire en quittant un pays, une entreprise. Ce dernier moyen, s'il est utilisé massivement, peut être considéré comme étant un outil pour renforcer la liberté politique : la capacité de la population à choisir le régime politique sous lequel elle souhaite vivre.
Le concept, lorsqu'il désigne la mobilité, peut également être utilisé en économie politique. Charles Tiebout l'a formalisé en 1956 (sans toutefois recourir lui-même à l'expression qui lui est fréquemment attribuée) dans son hypothèse pour désigner des citoyens qui déménagent lorsqu'ils désirent un produit ou un service public qui ne leur est pas proposé par leur collectivité locale. De la même façon, Albert Hirschman théorise l'idée appliquée au choix possible des acteurs d'une entité entre « sortie/défection » et « prise de parole » dans Exit, Voice, and Loyalty avant de lui assigner l'expression en 1981. 

## Origine
Cette expression proviendrait d’une pratique du Sénat romain, où certains exprimaient leur point de vue en marchant pour se placer derrière l’orateur qui avait exprimé le même point de vue. Tous les sénateurs n'avaient pas le temps de s'exprimer pendant une discussion, et nombre d'entre eux maîtrisant mal l'art de la parole, si essentiel à Rome, préféraient se taire pour éviter le ridicule. Ils attendaient donc que les ténors de l'assemblée aient fini d'exposer leur point de vue. Puis, à pied, ils allaient se placer derrière celui avec lequel ils étaient d'accord. On pouvait alors commencer à compter les voix. Ces sénateurs qui ne s'exprimaient pas oralement étaient appelés les pedarii, « ceux qui vont à pied », car ils votaient avec leurs sandalettes.
Au XXe siècle, l'expression est réactualisée par Vladimir Ilitch Lénine qui, en 1918, déclare à son compagnon bolchevik Karl Radek que le peuple s'est exprimé pour la sortie de la Russie de la Première Guerre mondiale comme le prouve la désertion en masse des soldats : « Parfaitement, il a voté ; il a voté avec ses jambes ; ne le vois-tu pas qui se sauve bien loin du front ? »

## Abstention
Appliqué au seul droit de vote, l'expression est synonyme d'abstention, avec caractère légèrement mélioratif .
Dans le monde de la finance, il est fréquemment utilisé pour signifier l'abstention de vote des actionnaires, qu'il s'agisse de particuliers dont le vote aura peu d'incidence sur le résultat final, ou d'actionnaires institutionnels dont les choix peuvent influencer la gouvernance des sociétés. Dans ce dernier cas, l'abandon d'une politique abstentionniste historiquement bien établie pour les gérants d'OPCVM, justifiée par les réticences vis-à-vis d'un possible « militantisme » , a cédé le pas à une politique d'interventions actives, assez solidement encadrées. Dans les deux cas, le « vote avec les pieds » peut aussi être synonyme de sortie du capital de l'entreprise, sortie facilité par la liquidité des marchés en ce qui concerne les petits actionnaires et sortie plus ou moins brutale envisagée comme une forme de sanction ou de moyen de pression selon les cas, en ce qui concerne les fonds financiers.  

## Émigration
Cette expression peut s'appliquer aux citoyens des régimes totalitaires qui manifestent leur insatisfaction en quittant leur pays faute de pouvoir l'exprimer par des voies démocratiques comme les Chinois de Chine populaire qui migraient vers Hong Kong avant la réunification de 1997. L'expression a été abondamment employée au début des années 1960 pour qualifier l'émigration des  Allemands de l'Est ou ultérieurement lors de la crise de 1989. Pour Pierre Pachet, ce vote avec les pieds à l'issue alors incertaine, perçu par d'autres Allemands comme une désertion, affiché dans les médias comme autant d'images de la conséquence d'un contexte politique, est en réalité un acte politique qui « bouleverse les données du problème » et qui agit sur le pays quitté.

## Nomadisme fiscal ou législatif
L'expression a également été utilisée pour décrire le départ de certaines entreprises françaises vers d'autres législations plus favorables, ou l'émigration de particuliers, dans le cadre d'un « nomadisme fiscal », menant deux fiscalistes à estimer un taux optimal d'imposition selon que les contribuables étaient libres ou pas de migrer.

## Cadre juridique
La liberté de circulation est le droit pour tout individu de se déplacer librement dans un pays, de quitter celui-ci et d'y revenir. Elle est garantie par l'article 13 de la Déclaration universelle des droits de l'homme: Toute personne a le droit de quitter tout pays, y compris le sien, et de revenir dans son pays.
En Europe, l'article 2 du protocole additionnel no 4 à la Convention européenne des droits de l'homme énonce que Toute personne est libre de quitter n'importe quel pays, y compris le sien.